# Gaussicia edentata
Gaussicia edentata är en kräftdjursart som först beskrevs av G. W. Müller 1906.  Gaussicia edentata ingår i släktet Gaussicia och familjen Halocyprididae. Inga underarter finns listade i Catalogue of Life.